# Ned i Stacey
Ned i Stacey (ang. Ned & Stacey, 1995–1997) – amerykański serial komediowy stworzony przez Michaela J. Weithorna. Wyprodukowany przez TriStar Television.
Jego światowa premiera odbyła się 11 września 1995 roku na kanale Fox. Miało zostać wyemitowane 46 odcinków, ale zostało wyemitowanych 35 odcinków. Emisja zakończyła się 27 stycznia 1997 roku. W Polsce serial nadawany był dawniej na kanale Polsat.

## Opis fabuły
Serial opowiada o perypetiach Neda i Stacey, którzy wzięli ślub ledwie tydzień po poznaniu się.

## Obsada

### Główni
- Thomas Haden Church jako Ned Dorsey
- Debra Messing jako Stacey Colbert Dorsey
- Greg Germann jako Eric "Rico" Moyer
- Nadia Dajani jako Amanda Colbert Moyer

### Pozostali
- Harry Goz jako Saul Colbert
- Dori Brenner jako Ellen Colbert
- James Karen jako Patrick Kirkland
- John Getz jako Les McDowell
- Natalia Nogulich jako Bernadette McDowell
- Marcia Cross jako Diana Huntley

## Spis odcinków
| N/o            | Tytuł angielski                   |
| -------------- | --------------------------------- |
|                |                                   |
| SERIA PIERWSZA |                                   |
|                |                                   |
| 01             | Pilot                             |
|                |                                   |
| 02             | Portrait of a Marriage            |
|                |                                   |
| 03             | Take My Wife, Please              |
|                |                                   |
| 04             | Cover Story                       |
|                |                                   |
| 05             | Model Husband                     |
|                |                                   |
| 06             | Saul and Ellen and Ned and Stacey |
|                |                                   |
| 07             | Here's to You, Mrs. Binder        |
|                |                                   |
| 08             | Halloween Story                   |
|                |                                   |
| 09             | Reality Check                     |
|                |                                   |
| 10             | Thanksgiving Day Massacre         |
|                |                                   |
| 11             | Sleepless in Manhattan            |
|                |                                   |
| 12             | Threesome                         |
|                |                                   |
| 13             | Accountus Interruptus             |
|                |                                   |
| 14             | New Year's Eve                    |
|                |                                   |
| 15             | Paranoia on the 47th Floor        |
|                |                                   |
| 16             | A Tender Trap                     |
|                |                                   |
| 17             | Promotional Rescue                |
|                |                                   |
| 18             | Friends and Lovers                |
|                |                                   |
| 19             | The Gay Caballeros                |
|                |                                   |
| 20             | Gut Feeling                       |
|                |                                   |
| 21             | Pals                              |
|                |                                   |
| 22             | It Happened One Night             |
|                |                                   |
| 23             | You Bet Your Wife                 |
|                |                                   |
| 24             | The End                           |
|                |                                   |
| SERIA DRUGA    |                                   |
|                |                                   |
| 25             | The Other End                     |
|                |                                   |
| 26             | Dorsey vs. Dorsey                 |
|                |                                   |
| 27             | The Muffins Take Manhattan        |
|                |                                   |
| 28             | Computer Dating                   |
|                |                                   |
| 29             | Les Is More or Less Moral-less    |
|                |                                   |
| 30             | Loganberry's Run                  |
|                |                                   |
| 31             | It's a Mad, Mad, Mad, Mad Eric    |
|                |                                   |
| 32             | Fifteen A-Minutes                 |
|                |                                   |
| 33             | Prom Night                        |
|                |                                   |
| 34             | Saved by the Belvedere            |
|                |                                   |
| 35             | Where My Third Nepal Is Sheriff   |
|                |                                   |
| 36             | Sex, Lies, and Commercials        |
|                |                                   |
| 37             | Scenes From a Muffin Shop         |
|                |                                   |
| 38             | The Skyward's the Limit           |
|                |                                   |
| 39             | The Errand Girl                   |
|                |                                   |
| 40             | No Retreat, No Surrender          |
|                |                                   |
| 41             | The Truth Shall Set You Back      |
|                |                                   |
| 42             | I Like Your Moxie                 |
|                |                                   |
| 43             | Please Don't Squeeze the Eric     |
|                |                                   |
| 44             | All That Chazz                    |
|                |                                   |
| 45             | Skippy's Revenge                  |
|                |                                   |
| 46             | Best of Luck on Future Projects   |
|                |                                   |